# Mercedes-Benz Classe SL (Type 230)
La Mercedes-Benz R 230 est un roadster de la marque Mercedes-Benz. Elle a été lancée sur le marché allemand le 13 octobre 2001 et elle était produite à l’usine Mercedes-Benz de Brême. Elle a succédé à la R 129. La R 230 est équipée de série de la suspension active Active Body Control (ABC) (en option sur la SL 350). Avec la suspension ABC, qui est basée sur des ressorts en acier, les mouvements de roulis et de tangage de la carrosserie lors du démarrage, du freinage et dans les virages (stabilisation du roulis) sont presque entièrement compensés sur la base de signaux de capteur et à l’aide de vérins hydrauliques spéciaux sur les essieux. La suspension ABC a été introduite avec la Classe S (W 220) en tant qu’option Airmatik et elle était déjà de série dans la Classe CL (C 215).
La Mercedes R 230 est équipée d’un toit rigide pliable (toit escamotable) en aluminium, qui peut être rétracté électro-hydrauliquement dans le coffre si nécessaire, ainsi que la lunette arrière en verre. Elle était également disponible avec un insert en verre, moyennant un supplément.
Fin 2009, environ 150 000 SL R 230 avaient été livrées aux clients. La R 230 ne pouvait plus être commandée dès novembre 2011, et la dernière R 230, une SL 350, est sortie de la chaîne de montage le 30 novembre, pour un total de 169 434 unités produites. En mars 2012, la successeur appelée R 231 en interne est apparue. Avec un peu plus de dix ans de production, la R 230 est l’un des véhicules les plus produits de son époque.

## Liftings

### Premier lifting

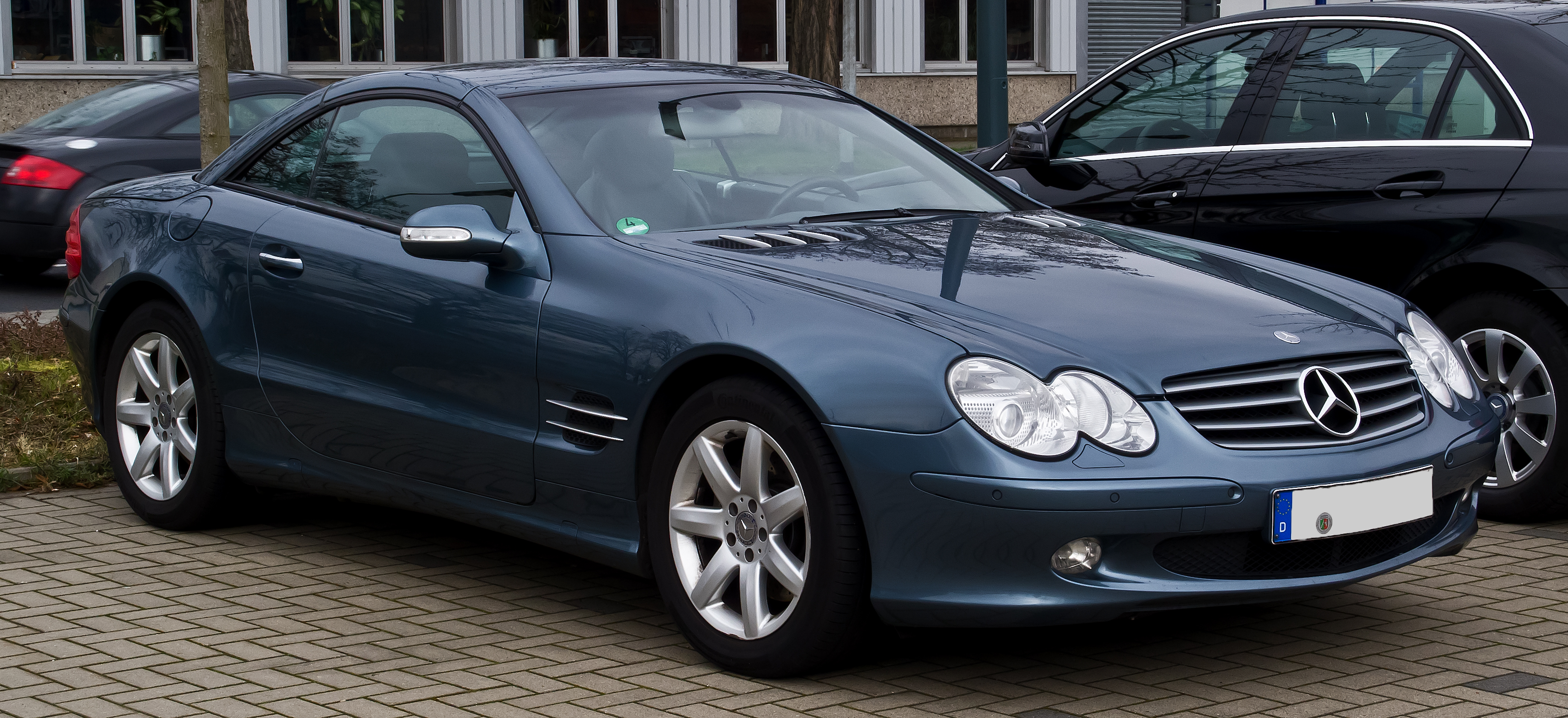
SL (2001-2006) — vue avant.
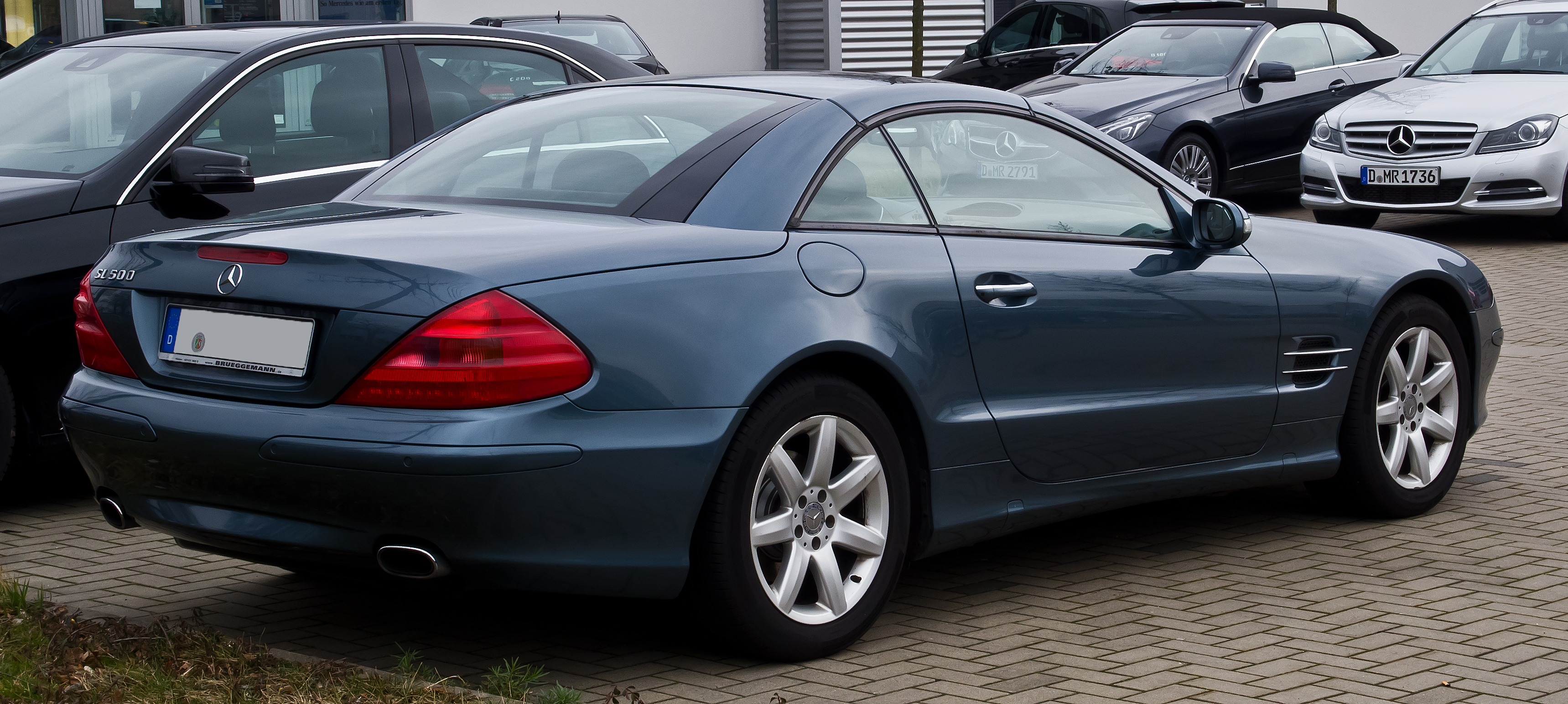
SL (2001-2006) — vue arrière.
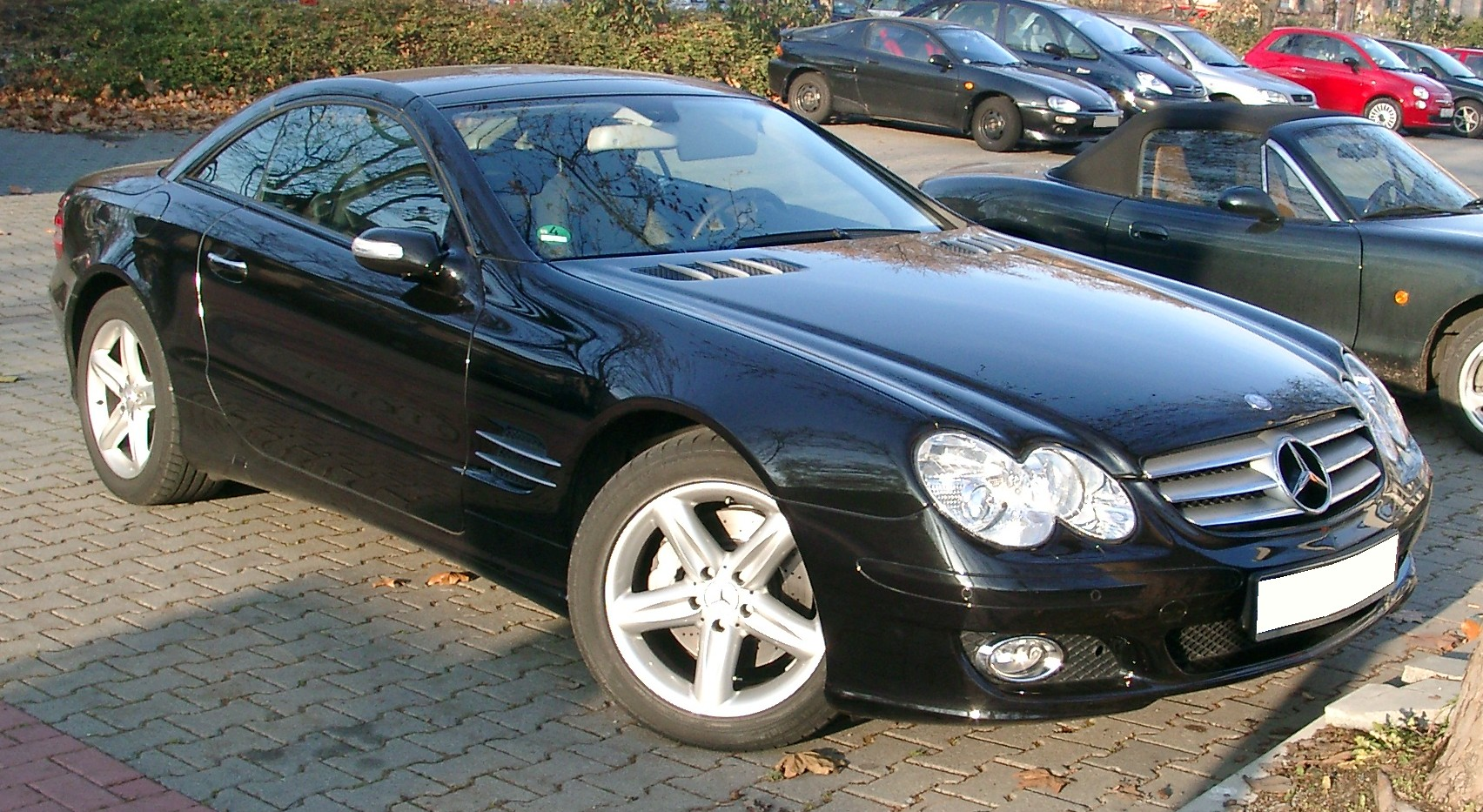
SL (2006-2008) — vue avant.
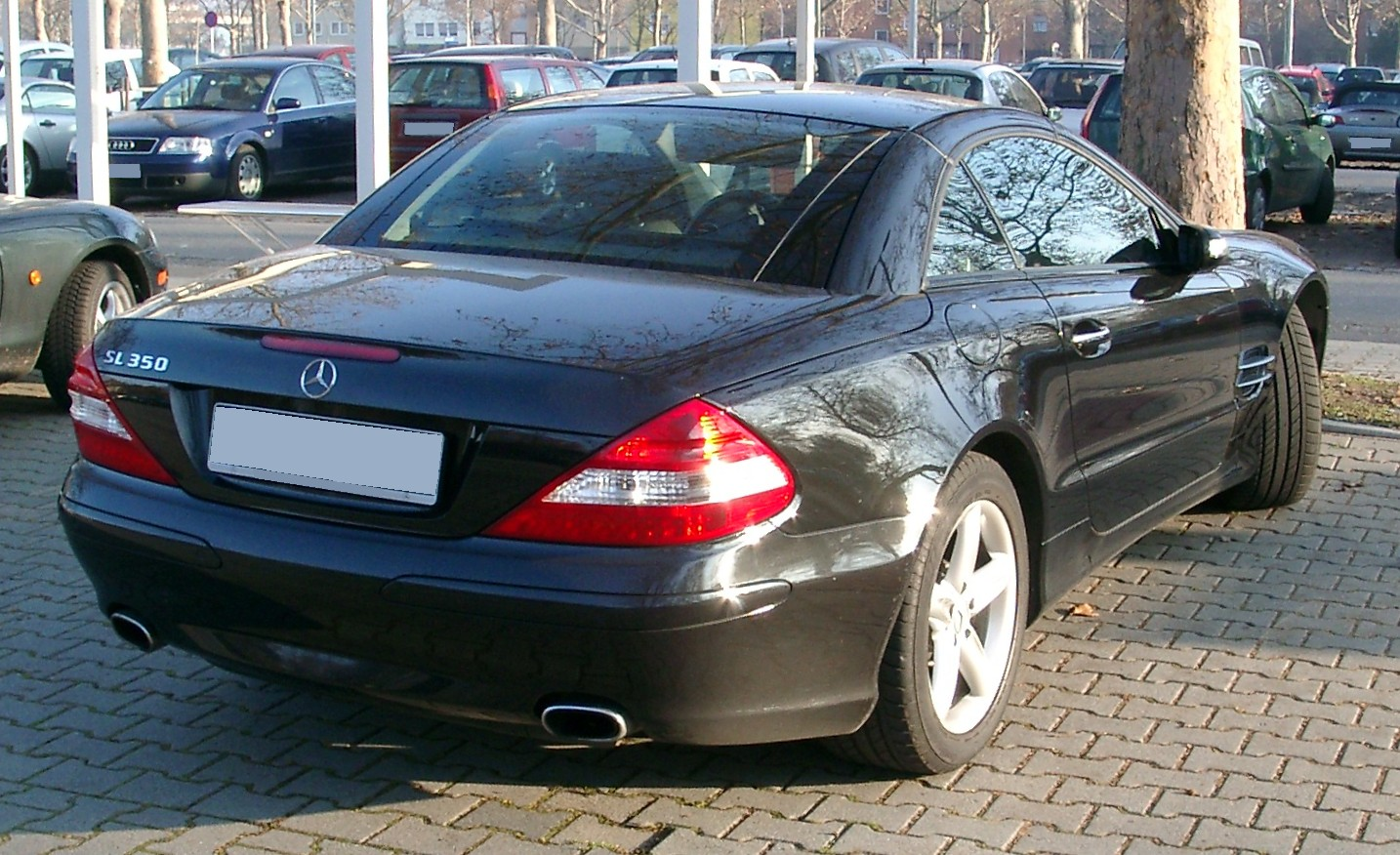
SL (2006-2008) — vue arrière.

Au tournant de l’année 2005-2006, la R 230 subit son premier lifting. Il a été discuté à l’avance si la SL obtiendrait un « nez de Formule 1 » - comme sa petite sœur la SLK et la super voiture de sport SLR McLaren. Cependant, cela a rencontré le rejet des acheteurs potentiels. Au lieu de cela, seules les modifications suivantes ont été apportées :
- Nouveau tablier avant avec anneaux chromés autour des phares anti-brouillard ;
- Nouvelle calandre avec seulement trois lamelles au lieu de quatre ;
- Jantes en alliage partiellement neuves ;
- Nouveau feux arrière en verre clair avec une bande blanche (assombrie sur les modèles AMG) ;
- Tous les moteurs (sauf le V12 de 6.0 L) ont reçu une augmentation de puissance moyenne d’environ 10 % ;
- Les modèles AMG ont un nouveau tablier avant; la SL 65 AMG a en plus un nouveau tablier arrière et de nouvelles sorties d’échappement ;
- Intérieur de meilleure qualité avec des matériaux plus nobles ;
- Zone de chargement modifiée et (en option) un couvercle de coffre à bagages à ouverture et fermeture automatiques ;
- Feux de virage sous forme de phares antibrouillard qui s’allument pour les phares bi-xénon ;
- Transmission automatique 7G-Tronic (Sport en option) avec des temps de changement de vitesse plus courts et des palettes de changement de vitesse (en option) ;
- Touche design avec applications chromées ;
- Essieu avant modifié et direction plus directe ;
- Suspension ABC de deuxième génération ;
- Nouveaux systèmes de freinage hautes performances, disponibles avec disques de frein arrière perforés supplémentaires en option dans la finition Sport pour les SL 350 et SL 500 ;
- La SL 500 d’Amérique du Nord à le même moteur que la SL 550 d’Europe ;
- De plus, une préinstallation de téléphone mobile (code 386) avec profil d’accès SIM est disponible depuis octobre 2006

### Deuxième lifting

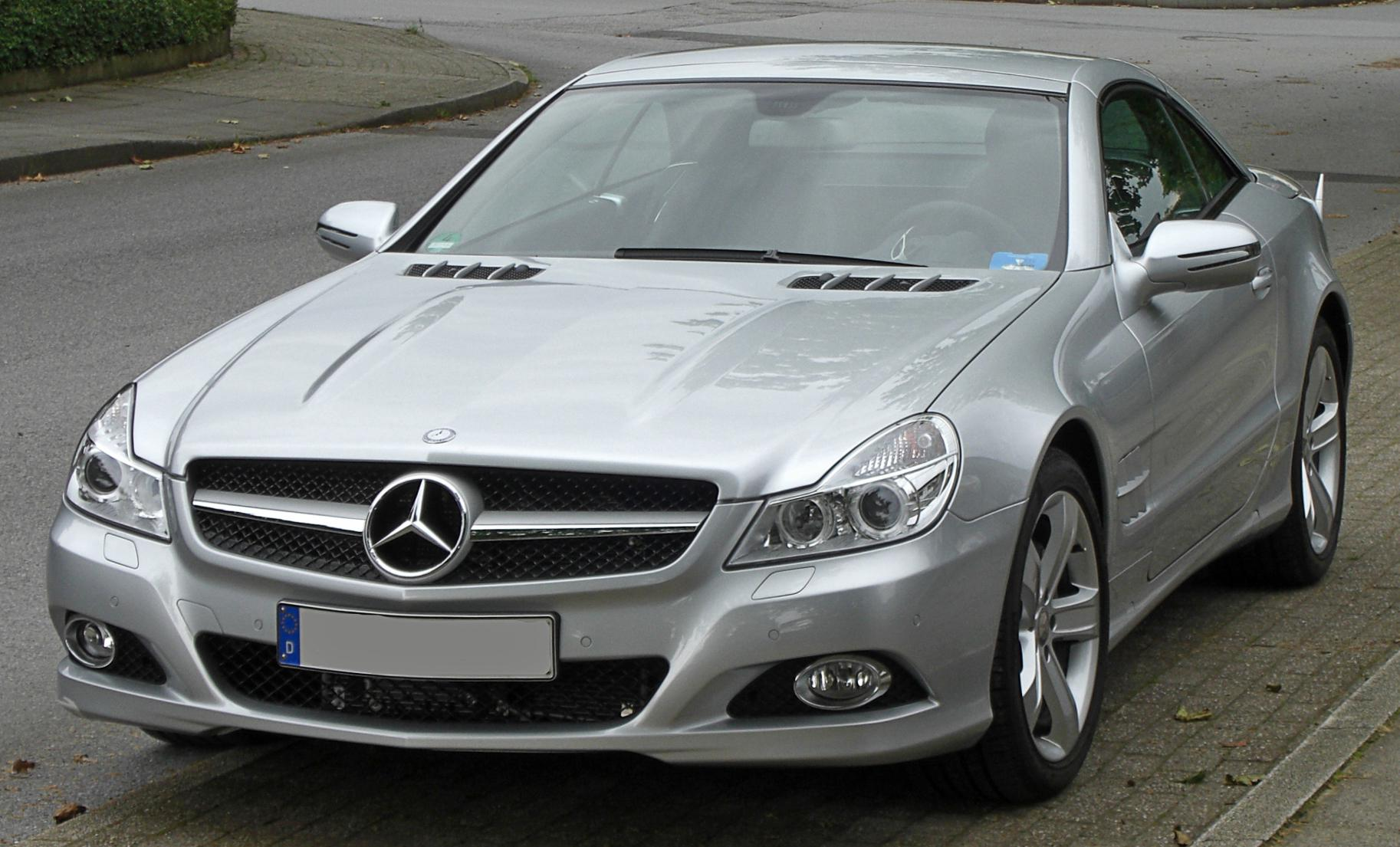
SL (2008-2011) — vue avant.
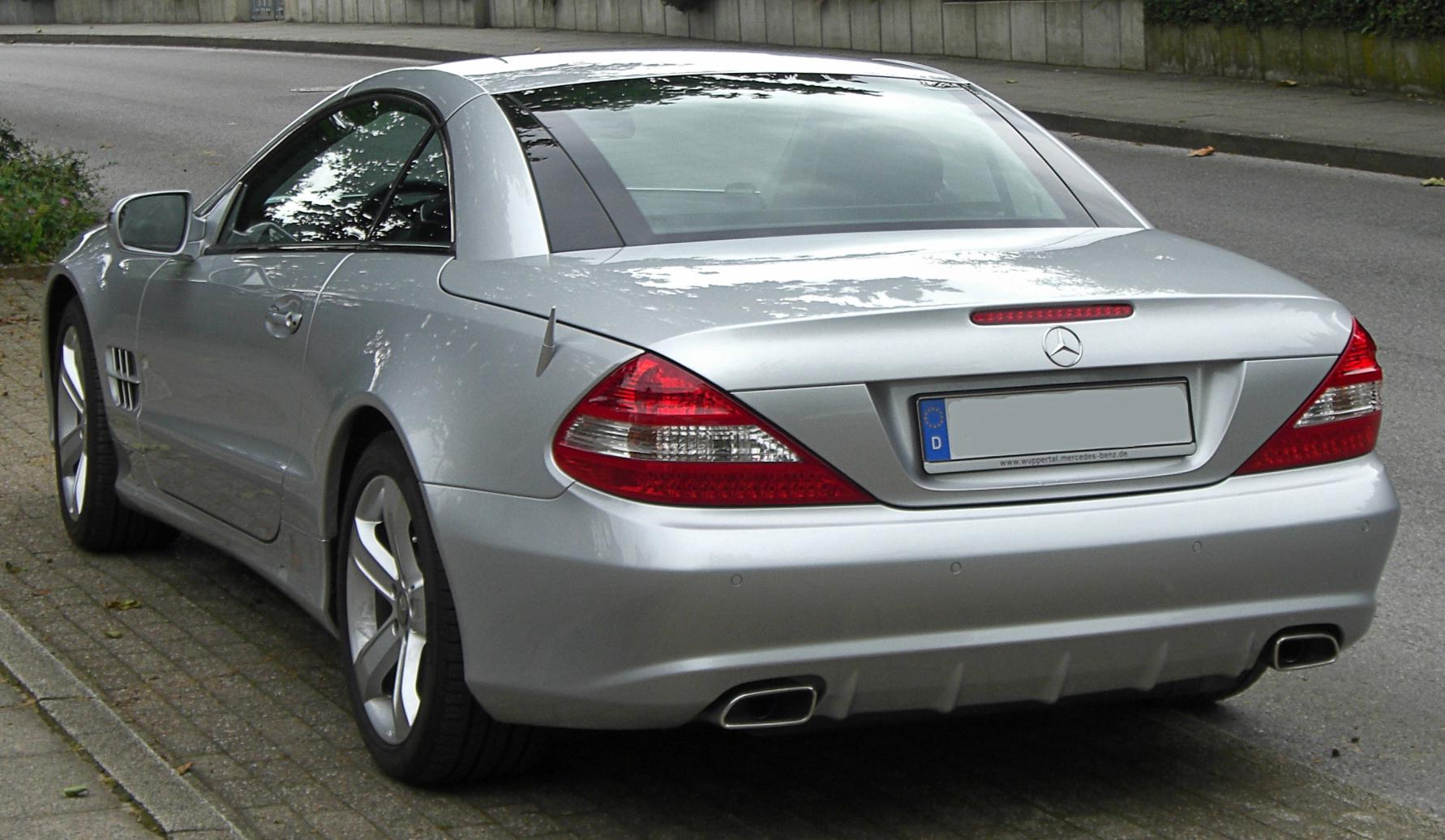
SL (2008-2011) — vue arrière.

Au printemps 2008, il y a eu un deuxième lifting plus important. La face avant a été entièrement repensée - à l’instar de la CLS à phares individuels - avec une nouvelle jupe avant, une nouvelle calandre à une seule lamelle et des prises d’air modifiées; les nouveaux phares avaient désormais le système d’éclairage intelligent comme alternative, les phares bi-xénon étaient inclus dans l’équipement standard. La face arrière a été rafraîchie avec de nouveaux feux arrière, un diffuseur inséré dans le tablier arrière et des sorties d’échappement nouvellement conçues. Il y a eu les innovations suivantes côté moteurs : le V6 de 3,5 litres de la SL 350 a été conçu comme un moteur sportif, augmentant les performances et réduisant la consommation, le V8 suralimenté de 5,5 litres a été remplacé par le V8 de 6,2 litres dans la SL 63 AMG. La SL 280 avec le V6 de 3,0 litres a été ajoutée à la gamme en tant que modèle de base. Tous les autres moteurs sont restés inchangés. L’intérieur a été légèrement révisé, y compris un nouveau volant à trois branches et un tableau de bord modifié; les sièges étaient désormais disponibles en option avec le système Airscarf. La SL disposait désormais de tous les éléments de la nouvelle génération télématique.

## Modèles AMG

### SL 55 AMG

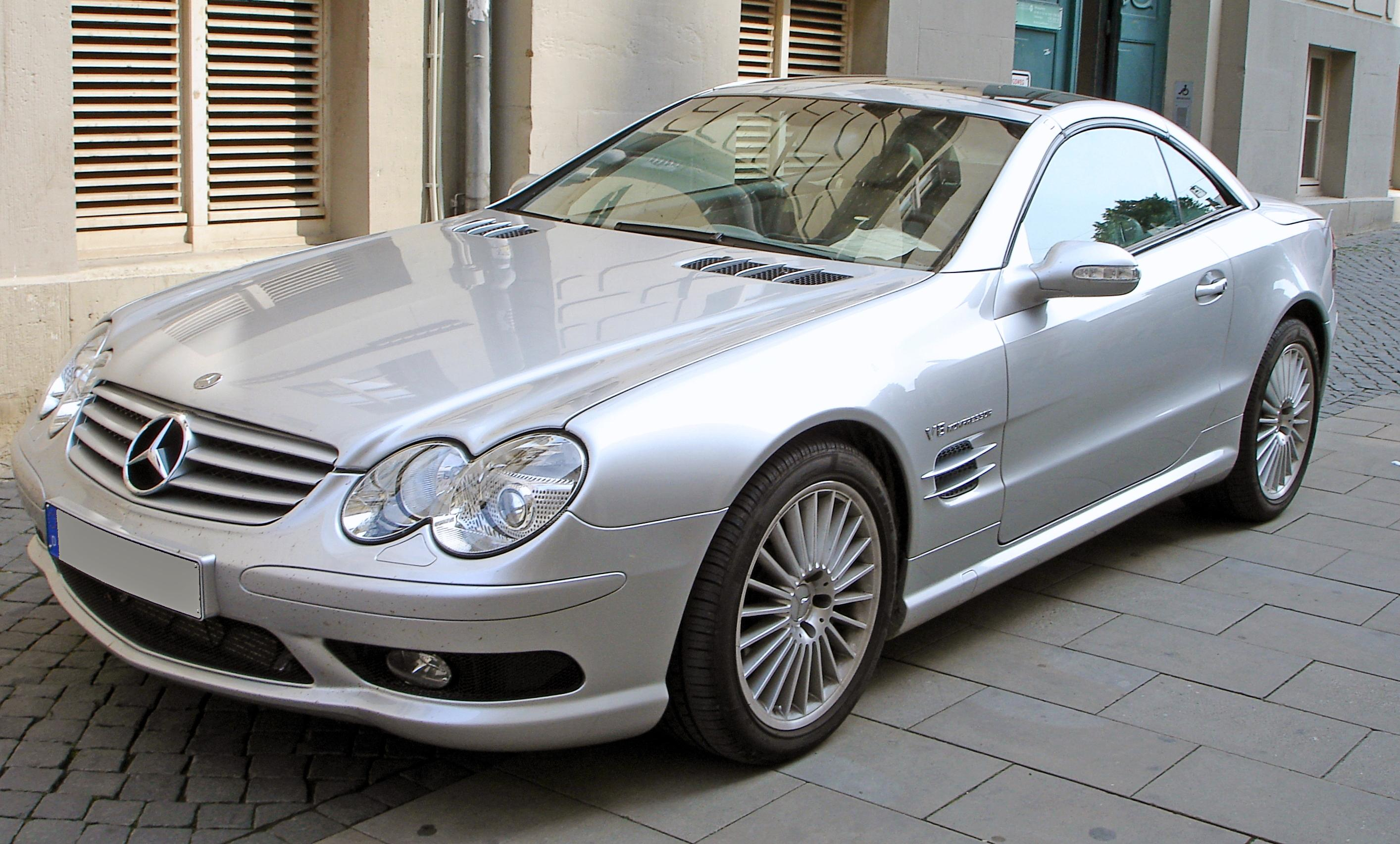
SL 55 AMG de première génération (2001-2006) avec roues multirayons de 18 pouces de série.

Au troisième trimestre 2001, Mercedes présente la SL 55 AMG, la version sportive de la SL 500. Le modèle R 230, qui était le plus puissant et le plus coupleux à l’époque, se distinguait visuellement des modèles standards par un pare-chocs nouvellement conçu avec un spoiler avant et des jupes latérales supplémentaires, des jantes à rayons multiples de 18 pouces, des clignotants arrière et des feux de recul teintés foncés, un système d’échappement à quatre tuyaux et le lettrage « V8 KOMPRESSOR » (sur les deux ailes derrière les roues avant).
Le moteur V8 (type M 113 E55 ML) a été nouvellement développé. Il a une cylindrée de 5,4 litres (exactement 5 439 cm3), une puissance de 350 kW (476 ch) et il développe un couple maximal pouvant atteindre 700 Nm. Cette augmentation de puissance a été rendue possible par un compresseur intégré entre les blocs-cylindres. La puissance, ou le couple, est transmise aux roues arrière via une boîte de vitesses automatique à cinq rapports.
L’intérieur de la SL 55 comportait des sièges intégraux sportifs AMG qui offraient un bon soutien latéral même dans les virages pris à grande vitesse. Les caractéristiques internes distinctives par rapport à la SL 500 étaient les éléments de garniture en aluminium moulé au sable et les instruments avec des contours argentés et des aiguilles rouges sur des cadrans de couleur claire. Alternativement, les changements de vitesse étaient possibles via un levier de vitesses au volant en appuyant sur un bouton.
À partir de mai 2002, la puissance du moteur a été augmentée à 368 kW (500 ch) et une finition de performances était proposée avec un châssis modifié, un refroidisseur d’huile agrandi et le système de freinage et le tablier avant de la SL 65 AMG. Pour le lifting, la puissance a de nouveau été augmentée à 380 kW (517 ch). Avec le deuxième lifting, la SL 55 AMG a été remplacée par la SL 63 AMG.

### SL 63 AMG

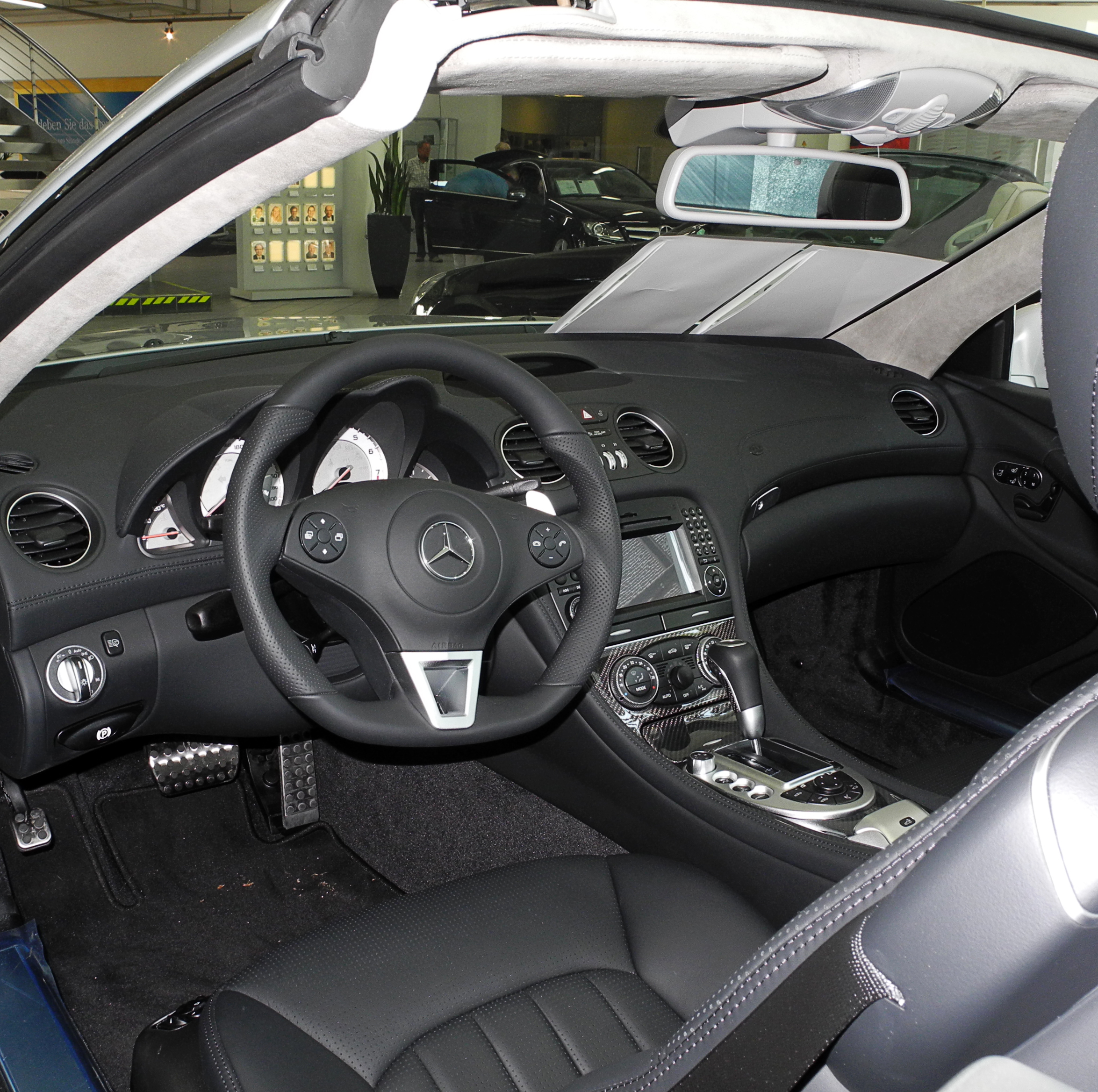
Cockpit d’une SL 63 AMG (2008–2011).

La SL 63 AMG a été présentée avec le lifting de 2008. En plus du moteur M 156 à aspiration naturelle de 6,2 litres, de nombreux changements de conception la distinguent de la gamme. Ceux-ci comprennent des phares et des feux arrière assombris, des parties de carrosserie redessinées (capot, tabliers avant et arrière, jupes latérales, prises d’air, rétroviseurs extérieurs, roues). La transmission MCT à 7 rapports est exclusive à la SL 63. MCT signifie Multi Clutch Transmission, un embrayage multiple avec fonction de double débrayage qui permet des changements de vitesse rapides lorsque la transmission automatique est actionnée manuellement.
Un combiné d’instrumentations AMG spécial avec des menus modifiés indique, entre autres, la température de l’huile moteur et prend en charge la fonction Race Start réservée à ce modèle. Un autre extra exclusif sont les pièces de garniture en carbone pour l’intérieur, et également pour les accessoires extérieurs sur demande (prises d’air latérales, coques de rétroviseurs, spoiler avant, spoiler arrière, tablier arrière). Afin d’utiliser au mieux la puissance de 525 ch, il y avait un différentiel autobloquant (LSD) en option. Le réglage du châssis a également été modifié par rapport à la version de production. En plus du châssis AMG standard, il existe une variante sportive AMG qui est encore plus serrée en termes de réglage. Ici aussi, AMG proposait de relever la limite de vitesse maximale de 250 à 300 km/h.

### SL 65 AMG
En plus du modèle à moteurs huit cylindres, un modèle à moteurs douze cylindres était également proposé par AMG. La SL 65 AMG avait le moteur biturbo de la SL 600, agrandi à 6,0 l, avec une puissance de 450 kW (612 ch) et un couple maximal de 1 000 Nm (limité électroniquement pour protéger la boîte de vitesses). La SL 65 a un rembourrage exceptionnel dans un design en losange et elle est équipée de série du différentiel à glissement limité multidisque du fournisseur Drexler, qui est par ailleurs disponible en option.

#### SL 65 AMG Black Series

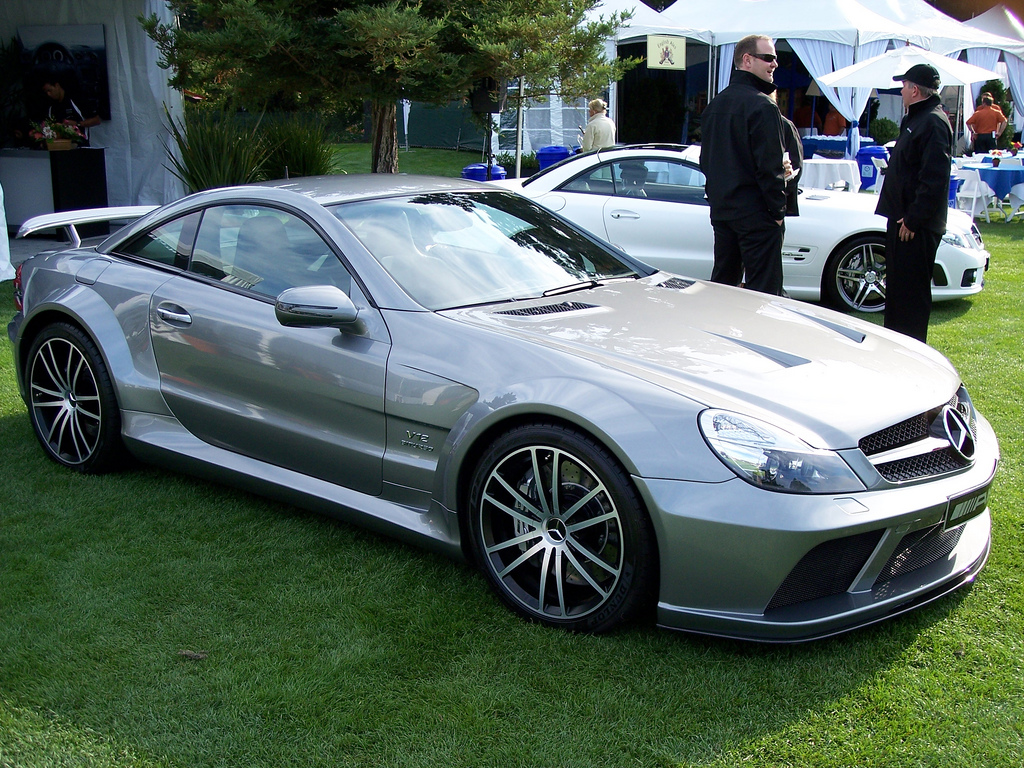
SL 65 AMG Black Series.

À partir de novembre 2008, il y avait un nouveau modèle haut de gamme, la SL 65 AMG Black Series, limitée à 350 véhicules, qui n’a été construite qu’en coupé. Elle avait un toit en PRFC avec un arceau de sécurité intégré, qui était plus léger et plus plat que le toit des autres modèles. Le montant C du toit rigide était allongé vers l’arrière pour des raisons aérodynamiques. À l’exception de la carrosserie extérieure des portes, toutes les parties visibles de la carrosserie extérieure ont été modifiées. La carrosserie a reçu des tabliers adaptés à la forme et des ailes élargies, et les sorties d’échappement étaient neuves. Un aileron arrière s’allonge de douze centimètres à partir de 120 km/h et réduit la portance sur l’essieu arrière et améliore la tenue de route.
Avec une puissance de 493 kW (670 ch), le véhicule était le modèle AMG le plus puissant de l’époque. Elle atteignait un rapport poids/puissance de 2,79 kg/ch. Elle tirait sa puissance d’un moteur V12 biturbo avec un refroidisseur intermédiaire nouvellement développé. Le couple maximal de 1 200 Nm était limité à 1 000 Nm. La boîte de vitesses Speedshift d’AMG à cinq rapports transférait la puissance à l’essieu arrière. La suspension à ressorts hélicoïdaux était également une nouveauté chez AMG et elle permettait d’adapter individuellement la suspension aux besoins du conducteur. Elle était secondée par un ESP pouvant être basculé sur trois niveaux (On, Sport, Off). L’apparence de la voiture était complétée par des roues forgées AMG peintes mesurant 9,5 x 19 pouces avec des pneus 265/35 R19 à l’avant et 11,5 x 20 pouces avec des pneus 325/30 R20 à l’arrière. Les pneus Sport Maxx GT étaient fournis par le partenaire du DTM Dunlop.
À l’intérieur, la SL 65 AMG Black Series est dotée d’applications en PRFC dans les portes et de coques de siège en PRFC recouvertes de cuir nappa et d’Alcantara pour un gain de poids. Comme pour la CLK 63 AMG Black Series, cette dernière n’était pas proposée pour le marché nord-américain.

## Modèles spéciaux

### Mille Miglia (2003)
Pour commémorer la légendaire course automobile italienne « Mille Miglia », Mercedes-Benz a présenté un modèle spécial de 180 kW (245 ch) de la SL 350, qui est apparue dans une série limitée à douze unités. Les particularités de la « Mille Miglia Edition 2003 » sont, par exemple, une peinture métallisée « Silver Arrow » spéciale, des ceintures de caisse en aluminium mat-brillant, des jantes en alliage léger de 18 pouces, des pneus larges dans les tailles 255/40 ZR 18 (avant) et 285/35 ZR 18 (arrière) et « Mille Miglia » sur les grilles d’aération des ailes avant et sur le couvercle du coffre. Le toit escamotable du modèle spécial est en verre et offre aux passagers une vue panoramique.

### Edition 50 (2004)

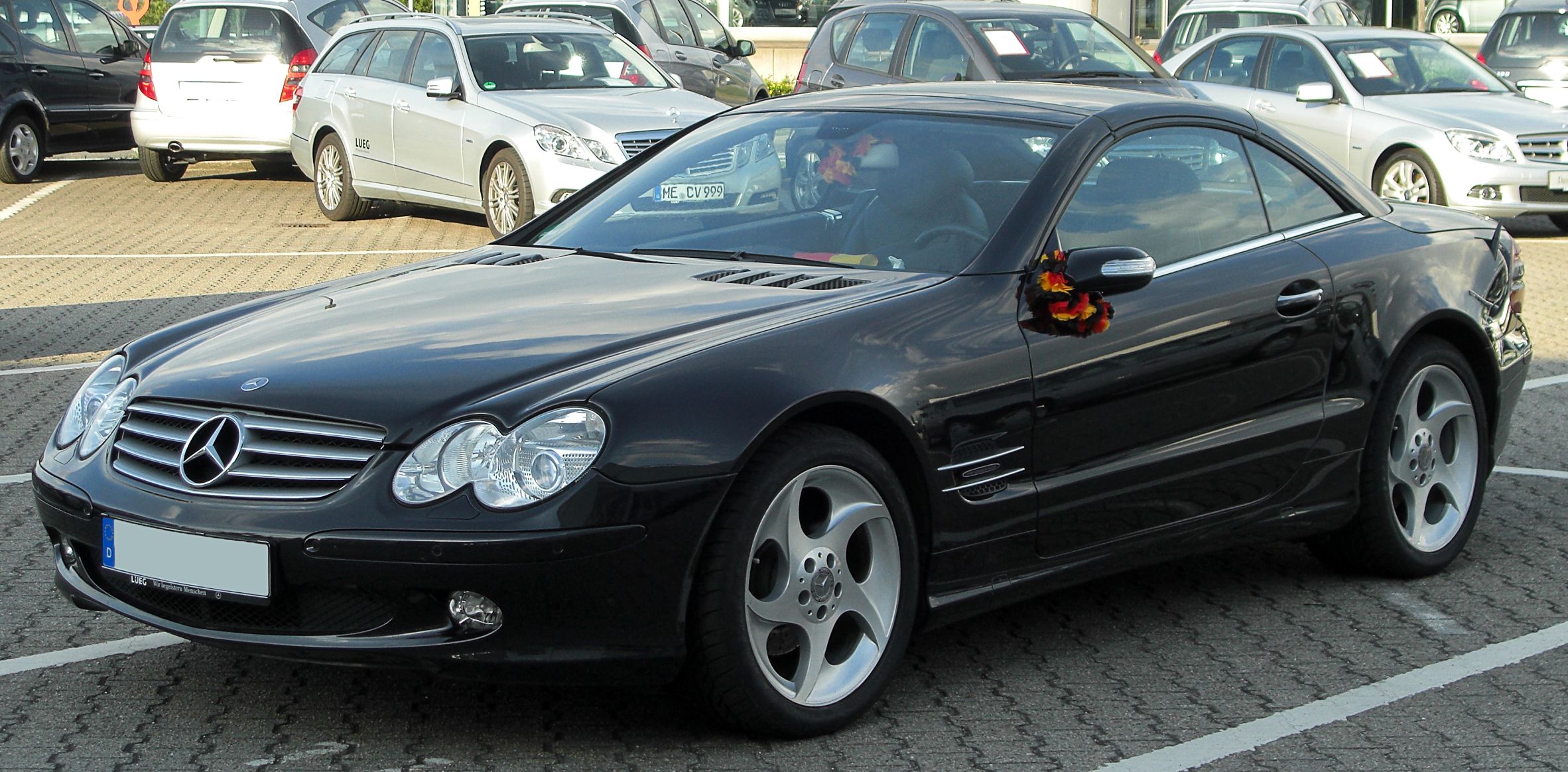
Modèle spécial Edition 50 (2004 ; limité à 500 exemplaires) — vue avant.
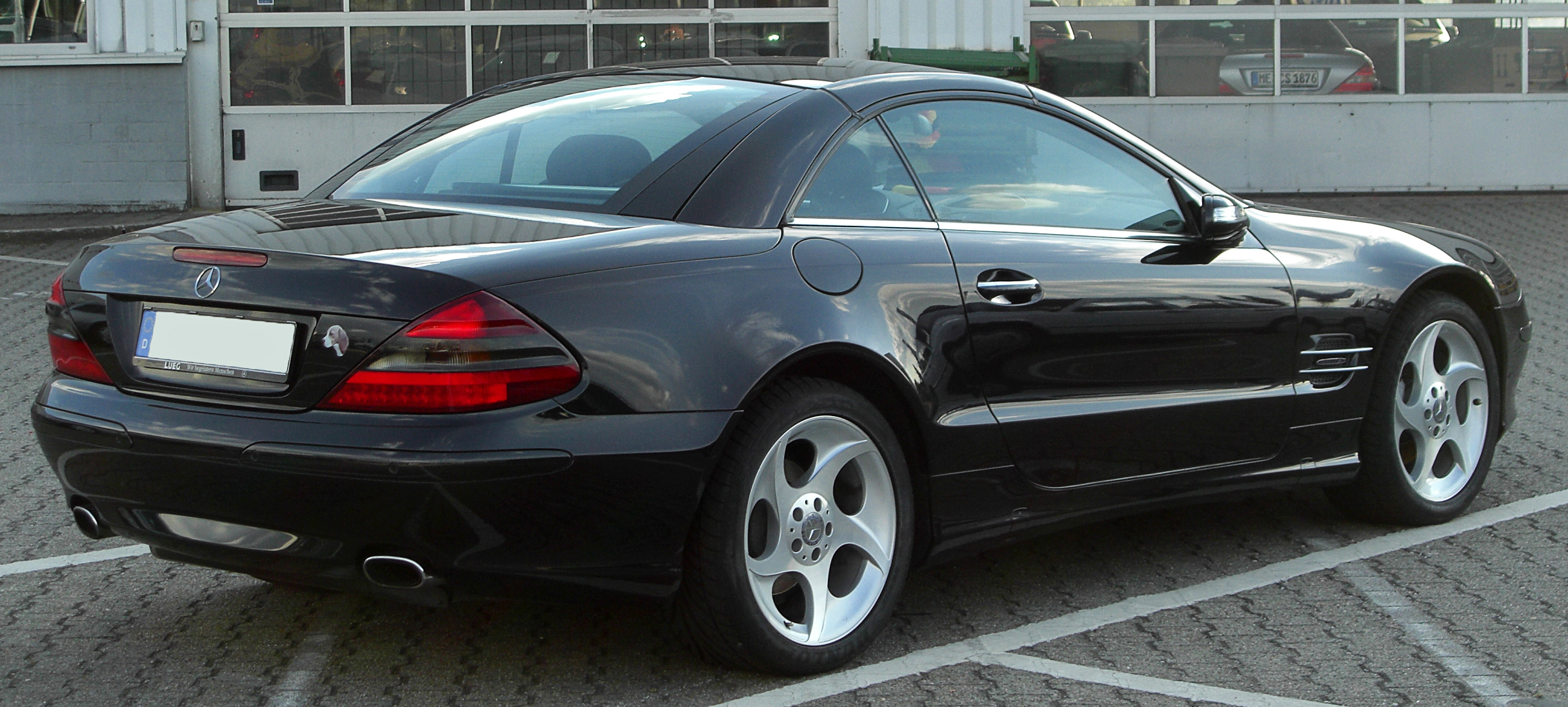
Modèle spécial Edition 50 — vue arrière.

Avec le modèle spécial SL « Edition 50 », Daimler a célébré le 50e anniversaire de la 300 SL, qui a été présentée pour la première fois en 1954 au salon de l'automobile de New York. Le modèle spécial était disponible en tant que SL 500 avec un moteur V8 ou en tant que SL 350 avec un V6. La SL 350 « Edition 50 » a une puissance de 180 kW (245 ch) et elle est équipée de série d’une transmission automatique à cinq rapports. Le prix du modèle bas de gamme était de 91 814 euros. Sous le capot de la SL 500 « Edition 50 » se trouve le moteur V8 de 225 kW (306 ch) associé à la transmission automatique 7G-TRONIC à sept rapports. Le prix du modèle haut de gamme était de 109 156 euros. Mercedes-Benz a proposé ce modèle spécial de la SL en 2004 dans un nombre limité de 500 véhicules.

### Night Edition (2010)

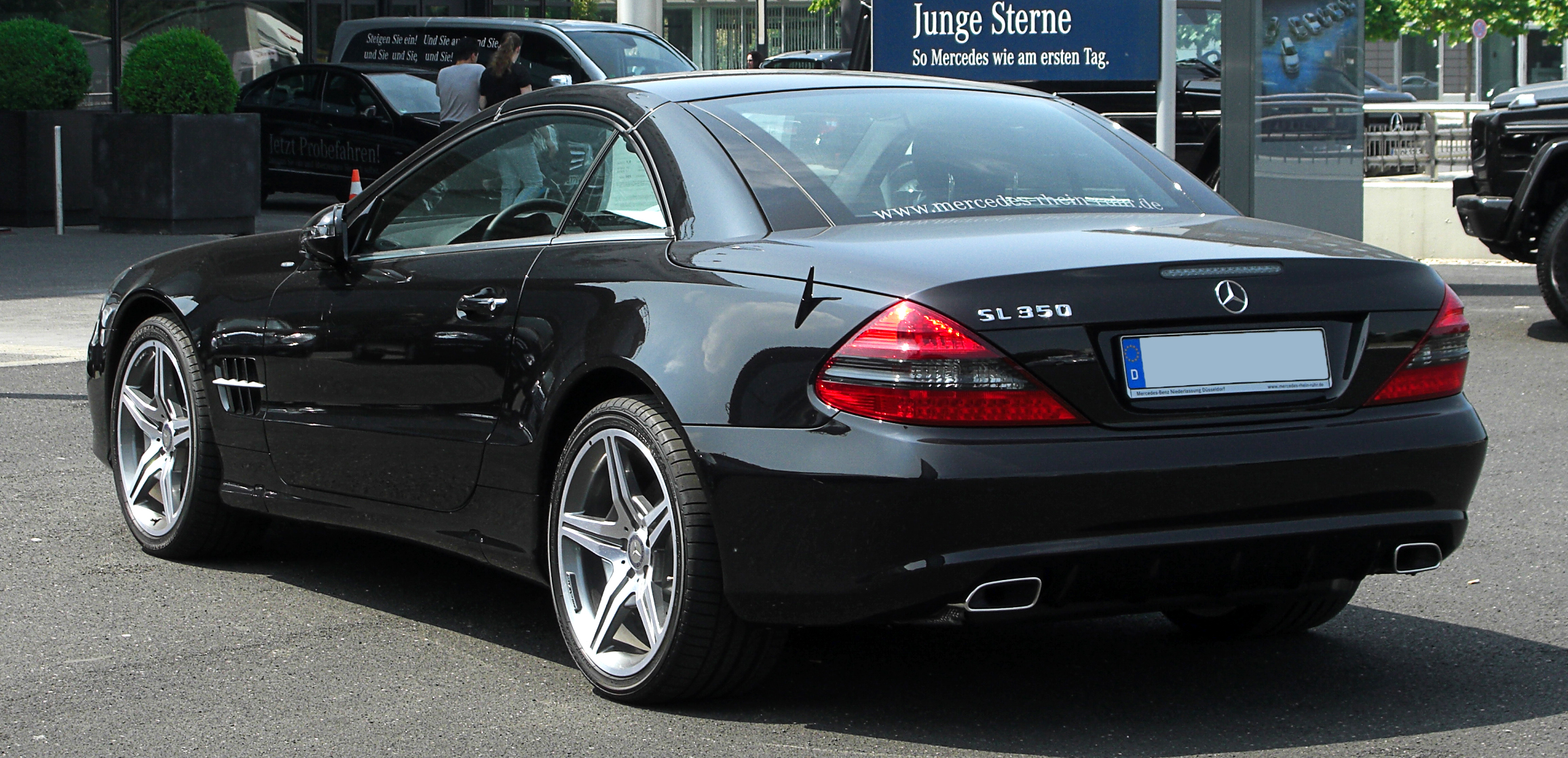
SL 350 Night Edition.

Le modèle spécial Night Edition était disponible à partir du 11 janvier 2010. Elle était présentée dans une finition de peinture mate spéciale « designo magno nachtschwarz » et elle avait des jantes AMG de 19 pouces à cinq branches avec une finition bicolore. Les étriers de frein argentés augmentaient le contraste. Les feux avant et arrière ont été assombris et des logos « Night Edition » ont été ajoutés sur les ailes. Les caractéristiques distinctives de l’intérieur étaient le cuir nappa noir et les pièces brillantes chromées. Les sièges ont été redessinés et comportaient des surpiqûres argentées contrastées. La fonction Airscarf était incluse avec ce modèle spécial.

### Grand Edition (2011)
Le modèle spécial était disponible en SL 300, SL 350 et SL 500.
Équipement de série supplémentaire :
- Intérieur exclusif avec des couleurs spéciales ;
- Jantes alliage AMG de 19 avec inscription « Grand Edition » ;
- Palettes de changement de vitesse ;
- Airscarf[Quoi ?] ;
- Démarrage sans clé ;
- Sièges en cuir nappa ;
- Tapis de sol avec impression Edition ;
- Sélecteur de vitesse de la SLR avec bouton stop/start du moteur intégré ;
- Sorties du système d’échappement modifiées ;
- Prises d’air argentées.